# موزه هنرهای کودکان

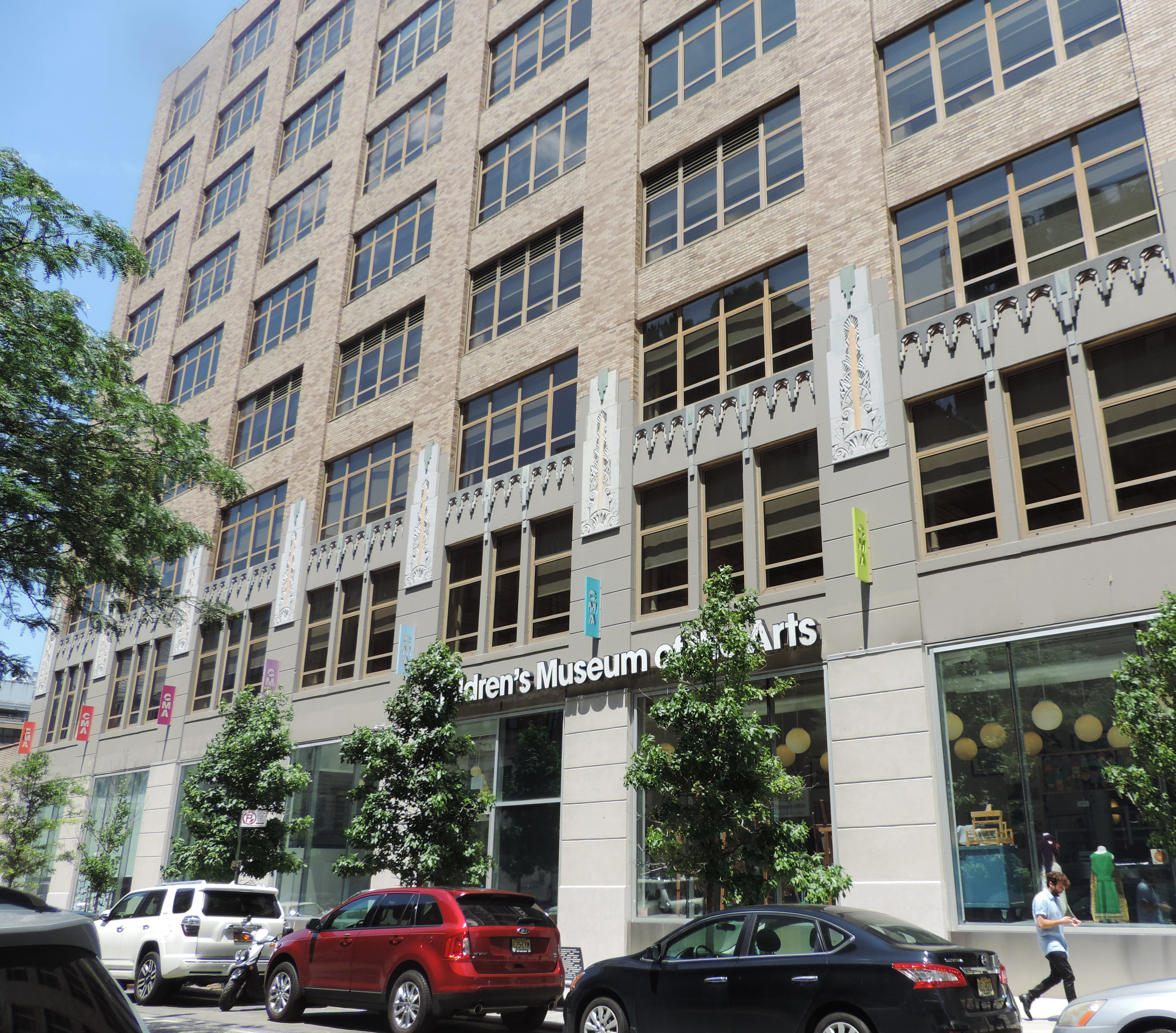
خیابان چارلتون

موزه هنرهای کودکان (CMA) در پلاک ۱۰۳ خیابان چارلتون، منهتن، نیویورک، ایالات متحده در منطقه دهکده جنوبی واقع شده‌است. این موزه که توسط کاتلین اشنایدر در سال ۱۹۸۸ تأسیس شد، با فضای جدید به مساحت ۱۰۰۰۰ فوت مربع در اکتبر ۲۰۱۱ افتتاح گردید.
در این موزه، کودکان تا ۱۵ ساله با هنرمندانی که آثار هنری خلق کرده‌اند، از جمله طراحی، مجسمه‌سازی، هنر صوتی، پارچه، و انیمیشن استاپ‌موشن آشنا می‌شوند. این موزه همچنین به عنوان بخشی از مأموریت خود برای ترویج هنر به همه کودکان، از جمله برای کودکانی که توانایی یادگیری ندارند، کودکان بی‌سرپرست و بی‌خانمان طراحی شده‌است.